# ماري تاكر ثورب
ماري تاكر ثورب أو ماري داهود. عملت بالتدريس؛ فكانت مُعلمة ومديرة مدرسة في كلية رود آيلاند (Rhode Island College). ترأست اللجنة التي ناقشت ووضعت مسودة لمعاييرالتعليم قبل المدرسي والتي اعتمدت في قانون التعليم بمجلس الدولة في عام 1954. كانت أول مُدرسة بارزة في كلية رود آيلاند كما تم تسمية السكن الجامعي وشهادة الأستاذية في الكلية بإسمها تكريمًا لها. وضعت ضمن الشخصيات في قاعة رود آيلاند لتراث المشاهير من النساء (Rhode Island Heritage Hall of Fame) سنة 1969.

## السيرة الذاتية
ولدت ماري داهود في 14 سبتمبر عام 1899  في سوريا لهدلة داهود (Hadla Dahood). نزحت عائلتها لمدينة نيو يورك في 1904، لكن بعد أن ترملت والدتها، وضعت طفلتها الوسطى ماري في دار أيتام (Rock Nook Home for Children). خلال مراهقتها، أصبح  المواطنان المرموقان في ويسترلي رود آيلاند: فلورنس ني تاكر((Florence (née Tucker) وجوب ثورب (Job Thorp)، هما المسؤولان عن ماري. كان لدى عائلة ثورب ثلاثة أطفال: إيليوت (Elliott) - الذي وصل فيما بعد لرتبة عميد كما كان رئيس الاستخبارات للجنرال دوجلاس ماكارثر(Douglas MacArthur) خلال الحرب العالمية الثانية- ووالتر (Walter ) وإبنة تُدعى إليز(Elsie). بحلول عام 1917 عملت كمُدرسة في وادي توماكواج (Tomaquag) في مقاطعة واشنطن برود آيلاند. حاولت أُمها غير موفقة أن تلغي وصاية آل ثورب عليها؛ حضرت إلى المدرسة وحاولت إعادة ماري إلى بروكلين لتعمل في نفس النزل الذي تعمل فيه. قُبض على والدتها هدلة داهود لمحاولة اختطافها، لكن اتهمت في النهاية بإثارة الشغب. بعد هذه الحادثة، اتخذ آل ثورب الاحتياطات اللازمة لتكون ماري جزء من العائلة على الدوام. تم تبنيها رسميًا عام 1920 ومن هنا حصلت على إسمها ماري تاكر ثورب.

## السيرة المهنية
قبلت ماري عام 1926 العمل كمُدرسة في كلية رود آيلاند  بالتوازي مع دراستها، فحصلت على بكالوريوس في التدريس عام 1929. أكملت دراسة الماجستير بجامعة بوستن في 1932 برسالة عنوانها: دراسة موضوعية في الحاجة لإعطاء التعليمات في استخدام أدوات الجغرافيا (Objective Studies Showing Need for Giving Instruction in Use of Geography Tools). ترقت إلى مديرة مدرسة هنري برنارد بكلية رود آيلاند في 1936  وفي العام التالي حَصُلَت على الجنسية الأمريكية. مُنحت درجة الدكتوراه في التدريس من جامعة بوستن وأصبحت أول أستاذة مرموقة في كلية رود آيلاند. ترأست ماري عام 1947 لجنة تقرير معايير التعليم ما قبل المدرسي والمؤسسات التعليمية للأطفال الصغار. استغرق التقرير سنتين كي ينتهي، لكنه أصبح بذلك أساس مشروع القانون الذي اعتمده مجلس الدولة للتعليم في رول آيلاند 1954.
كانت ماري مُتحدثة بارزة عن التدريس وتنمية وصحة الأطفال. حاضرت في جماعات نسائية وفي كليات التمريض وفي اجتماعات مجالس الآباء وفي منظمات اجتماعية  عديدة. سميت قاعة السكن الجامعي الرئيسية  لكلية رود آيلاند بإسمها. استقالت ماري عام 1962 من منصبها في الكلية وأكملت نشاطاتها الاجتماعية.
شغلت منصب نائب رئيس رابطة مرض السل والصحة برود آيلاند (the Rhode Island Tuberculosis and Health Association)  في سنة 1963 ثم تولت رئاستها  في العام التالي وظلت بهذا المنصب حتى نهاية الستينيات. عملت أيضًا كمُقدمة مؤتمرات في البيت الأبيض للأطفال والشباب. تسلمت ميداليا روجر وليام من أكبر الغرف التجارية لبرفيدنس وثناء من جامعة براون (Brown University) لخدماتها الاجتماعية. أُدخلت ماري من ضمن الشخصيات في قاعة رود آيلاند لتراث المشاهير من النساء في عام 1969.
توفيت ماري في 27 أكتوبر لعام 1974. خلفت وراءها لقب أستاذية ماري تاكر ثورب (Mary Tucker Thorp College Professorship) في كلية رود آيلاند وهو تكريم سنوي شرفي في التدريس أو منحة تفوق أكاديمي.